# Alfred Brüggemann
Alfred Brüggemann (Aquisgrana, 26 luglio 1873 – Bad Nauheim, 27 settembre 1944) è stato un compositore, giornalista e traduttore tedesco.

## Biografia
Alfred Brüggemann nacque nel 1873 ad Aquisgrana, primogenito di tre figli di una ricca famiglia di mercanti e ufficiali. Suo padre Walter Theodor Adolph Brüggemann, figlio di Friedrich Adolph Brüggemann, era un ufficiale di carriera che morì nel 1887 all'età di 46 anni. Sua madre era Louise Eugenie Rosalie Brüggemann, nata Lochner (1845-1928), figlia del fabbricante di tessuti di Aquisgrana Johann Friedrich Lochner e sua moglie Julie, n. Erckens. Gli antenati, dalla parte del padre, provenivano dalla zona di Magdeburgo, da parte di madre dalla zona di Norimberga.
Dopo aver interrotto una breve formazione come ufficiale, Alfred Brüggemann si dedicò agli studi di filosofia e filologia nel 1894. Dopo aver preso coscienza di quella che era la sua vera vocazione, iniziò gli studi di musica a Napoli, continuandoli e completandoli a Berlino come allievo del compositore Engelbert Humperdinck. Ottenne il suo primo impiego come maestro di cappella all'Opera di Monaco. Nel 1899 fece ritorno in Italia.
Oltre che compositore, Brüggemann fu, tra l'altro, un corrispondente permanente per la casa editrice musicale milanese Ricordi per la quale scriveva dei contributi regolari (lettera della Germania ) per i mensili Revista di Musica e Musica d'Oggi. Brüggemann fu inoltre interprete e traduttore ufficiale per cinque lingue, traducendo, tra l'altro, i testi di numerose opere di Puccini e di altri compositori italiani dall'italiano al tedesco.
Nel 1904 Alfred Brüggemann fece la conoscenza di Giacomo Puccini. Dopo l'infruttuosa prima mondiale della Madama Butterfly di Puccini, Brüggemann prese le difese di quest'opera e successivamente svolse un ruolo chiave nella riuscita revisione. A seguito di ciò, tra Brüggemann e Puccini si sviluppò una stretta collaborazione musicale e una grande amicizia personale.
All'inizio della prima guerra mondiale, ne 1914, Alfred Brüggemann, in qualità di cittadino tedesco, fu imprigionato in Italia e poi rilasciato in Svizzera. Rimase in contatto con Puccini fino alla sua morte nel 1924. Dopo aver soggiornato in Svizzera, si stabilì a Coblenza nella residenza estiva, La Villa Rosa, di sua madre, Rosalie, n. Lochner. Villa Rosa fu completamente distrutta dai bombardamenti di Coblenza alla fine della seconda guerra mondiale. Tutto l'inventario, inclusi strumenti musicali di valore e la maggior parte delle partiture e altri documenti, è andato perduto.
Alfred Brüggemann si è sposato due volte in Italia. Dal primo matrimonio con Geronima Bava, n. Poggio, ebbe tre figli (Irene, Minerva e Attilio), mentre ebbe altri sei figli (Carmela, Fiametta, Rosalia, Emma, Walter ed Edith) dal secondo matrimonio con Luisa Vano.
Morì nel 1944 all'età di 71 anni a Bad Nauheim.
L'opera orchestrale Sinfonia Sentimentale (op 11), da lui realizzata, è stata distribuita su iniziativa di un nipote di Brüggemann il 26 giugno 2004 come parte del 2a otte del coro filarmonico dell'Orchestra di Stato Rheinische Philharmonie di Coblenza, eseguita da quest'ultima, sotto la direzione di Ivan Anguélov, un direttore bulgaro. In precedenza, Anguélov aveva lavorato sull'opera, che era disponibile solo come partitura e pronta per l'esecuzione e creò la versione CD con l'orchestra sinfonica di Sofia nel 2003.